# 艾碧該·亞當斯
艾碧該·亞當斯（英語：Abigail Adams，娘家姓Smith，1744年11月22日—1818年10月28日）是美國第二任總統约翰·亚当斯之妻（亦即美國第二任第一夫人）、首任美国第二夫人﹐也是美國第六任總統约翰·昆西·亚当斯之母。

## 生平
艾碧該生於麻薩諸塞州韋茅斯一颇具影响的殖民地政治家族。父親威廉·史密斯為公會理事長，母親伊莉莎白，有姊妹2人、弟弟1人。像她那個時期的大多數婦女一樣﹐她沒有受過多少正規教育﹐然而﹐她從早年起就酷愛讀書。
1764年10月25日，艾碧該·史密斯嫁給年輕的律師约翰·亚当斯。兩人生下6個子女，但只有4個子女存活下來。艾碧該婚後跟隨丈夫經歷美國獨立革命的殖民地波士頓，搬到倫敦與巴黎，並在這兩個地方擔任外交官。後來他們又搬到白宮，成為搬入白宮的第一對主人。
1765年10月，約翰·亞當斯因反對《印花稅法》而毅然參加了國家主義運動。約翰‧亞當斯公務旅行頻繁﹐艾碧該經常和丈夫長久分離，獨自撫養孩子和操持家務。兩人長達54年的婚姻中，經常必須以書信的相互往來，他們的書信充滿了溫暖﹑愛情和對知識孜孜不倦的追求。閒暇時，她以日記形式，寫下了許多描述她的困苦、流行病和日常生活的書簡。她性格獨立，支持婦女受教育，並積極主張婦女婚姻自由。
1776年﹐正值大陸會議討論脫離英國獨立之時﹐艾碧該給出席會議的丈夫寫了一封信﹐發出了保護婦女權利的最強烈呼籲。她寫道﹕「我想你們將需要制訂新法典﹐我希望你們能記住女士們﹐而且要比你們的先輩對她們更加仁慈寬厚。」這一懇求是要求平等的首次呼籲─美國婦女後來一步步取得了平等地位。那一年晚些時候﹐在喬治·華盛頓率領的軍隊似乎面臨毀滅時﹐她充滿信心地寫道﹐英國軍隊將會遭遇「勇猛的美國軍團」。
1783年，隨著《巴黎和約》的簽署，美國獨立戰爭結束。之後，艾碧該與丈夫到巴黎逗留了8個月。之後，與時任美國代表的丈夫亞當斯來到英國。其間，艾碧該將自己在歐洲的感受以書簡形式作了記載，同時也將曾親眼目睹和接觸過的一些各國政要作了辛辣的諷刺或嘲弄。
1787年回國後，1789年，在約翰‧亞當斯擔任美國第一位副總統。8年後，1797年約翰‧亞當斯又競選美國總統獲勝，于同年3月4日就任美國第2任總統。艾碧該有機會參與許多官方活動。她盡職盡責地扮演女主人的角色。1800年白宮竣工後，她成為入主白宮的首位第一夫人。
1801年，亞當斯在美國總統選舉競選連任中被湯瑪斯·傑佛遜擊敗。3月4日，亞當斯夫婦退休回到馬薩諸塞州的家中，繼續經營自己的農場。艾碧該成為丈夫的非正式政治顧問，並持續書簡的寫作，1818年10月28日，73歲的艾碧該因患傷寒去世，當時﹐她的兒子﹑後來成為美國第六任總統的約翰‧昆西‧亞當斯在他的日記裏寫道﹕「凡寓於女性心靈之美德無一不為她增輝生色。」

## 貢獻
艾碧該提倡已婚婦女應有財產權和更多機會，特別是在受教育權這個領域。她相信女人不該屈服於不是為她們利益所制定的法律，也不該對於身為一個丈夫陪伴者這單單一個角色而感到滿足。她們該藉由教育發展她們的智能，這樣她們才能領導或是影響她們的小孩和丈夫。她最有名的信件是1776年3月寫給她丈夫和大陸會議的那封。

## 後世
在HBO2009年的傳記《約翰·亞當斯》中，她由羅娜·蓮妮扮演。